# Polo aquático na Universíada de Verão de 1979

## Quadro de medalhas
| Ordem | País                | Medalha de ouro | Medalha de prata | Medalha de bronze |   |
| ----- | ------------------- | --------------- | ---------------- | ----------------- | - |
| 1     | USA Estados Unidos  | 1               |                  |                   | 1 |
| 2     | URS União Soviética |                 | 1                |                   | 1 |
| 3     | YUG Iugoslávia      |                 |                  | 1                 | 1 |